# مجلس الأمة (الجزائر)
مجلس الأمة هو مؤسسة من مؤسسات الدولة الجزائرية والغرفة الأولى للبرلمان الجزائري.

## تعريفه
يعدّ مجلس الأمة الغرفة الأولى للبرلمان الجزائري وهذا المجلس الذي تأسس الأول مرّة بموجب دستور 28 نوفمبر 1996 المادة 98، يضم 144 عضواً، ينتخب ثلثا (2/3) أعضائه أي 96 عضوا عن طريق الاقتراع غير المباشر من بين ومن طرف أعضاء المجالس المحلية (المجالس الشعبية البلدية والولائية) ضمن كل ولاية، فيما يعين رئيس الجمهورية الثلث المتبقي أي 48 عضواً. يدوم عهد مجلس الأمة ست (06) سنوات، فيما تجدد تشكيلته بالنصف كل ثلاث سنوات. الأمر الذي ترتب عنه تطبيق الحكم الانتقالي المنصوص عليه في المادة 181 من الدستور لتحديد النصف الأول الواجب تجديده في جانفي 2001. يمثل مجلس الأمة بمعية المجلس الشعبي الوطني السّلطة التشريعية. وبهذا الصّدد، فهو يصوّت على القوانين بأغلبية ثلاثة أرباع (3/4) عدد أعضائه. ولا يمكن إخطار مجلس الأمة إلّا بالنصوص التي تمت المصادقة عليها على مستوى المجلس الشعبي الوطني، علماً أنه لا يتمتع بسلطة تعديلها. وفي حالة عدم الاتفاق بين المجلس الشعبي الوطني ومجلس الأمة، تُنشأ لجنة متساوية الأعضاء تكلف باقتراح نصّ معدّل يعرض على موافقة الغرفتين من دون أية إمكانية لتعديله.[بحاجة لمصدر]

## الأجهزة

### اللجان الدائمة[3]
اللجان الدائمة لمجلس الأمة (المواد من 15 إلى 45 من النظام الداخلي لمجلس الأمة الجزائري)
1. لجنة الثقافة والإعلام والشبيبة والسياحة
2. لجنة الصحة والشؤون الاجتماعية والتضامن الوطني
3. لجنة التجهيز والتنمية المحلية
4. لجنة التربية والتكوين والتعليم العالي والبحث العلمي والشؤون الدينية
5. لجنة الفلاحة والتنمية الريفية
6. لجنة الشؤون الخارجية والتعاون الدولي والجالية الجزائرية في الخارج
7. لجنة الدفاع الوطني
8. لجنة الشؤون الاقتصادية والمالية
9. لجنة الشؤون القانونية والإدارية وحقوق الإنسان والتنظيم المحلي وتهيئة الإقليم والتقسيم الإقليمي

## الهيئات

### هيئة الرؤساء
هيئة رؤساء مجلس الأمة (المادة 47 من النظام الداخلي لمجلس الأمة)

### هيئة التنسيق
هيئة التنسيق لمجلس الأمة (المادة 48 من النظام الداخلي لمجلس الأمة)

### المجموعات البرلمانية
المجموعات البرلمانية (المواد 49 -52 من النظام الداخلي لمجلس الأمة)

### مكتب المراقبة البرلمانية
مكتب المراقبة البرلمانية (المادة 92 من النظام الداخلي لمجلس الأمة)

## مواضيع ذات صلة
- وزارة الداخلية الجزائرية
- قائمة الولاة في الجزائر
- ثاجماعث
- المجلس الشعبي البلدي
- المجلس الشعبي الولائي
- المجلس الشعبي الوطني